# Kenneth McArthur
Kennedy Kane (Kenneth) McArthur (Dervock (Noord-Ierland), 10 februari 1881 - Potchefstroom, 13 juni 1960) was een Zuid-Afrikaanse atleet en goudenmedaillewinnaar op de marathon van de Olympische Spelen van Stockholm in 1912.

## Biografie
Kenneth McArthur werd al in zijn jeugd als veelbelovend atleet ontdekt. In plaats van aan zijn atletiekcarrière te werken, besloot hij in 1901 om naar Zuid-Afrika te emigreren.
McArthur begon serieus met atletiek, toen hij in 1906 bij de politie van Johannesburg kwam. Weldra won hij het Transvaals kampioenschap op de halve en hele mijl, de vijf mijl en het veldlopen.
Hij liep zijn eerste marathon in 1908. Verrassend genoeg versloeg hij de olympische zilverenmedaillewinnaar Charles Hefferon. Hij won ook het Zuid-Afrikaans kampioenschap op de mijl en de 10 Engelse mijl.
De marathon op de Olympische Spelen in Stockholm werd in de grootste hitte gelopen. Eén deelnemer stierf door een zonnesteek. McArthur en zijn teamgenoot Christian Gitsham liepen samen en namen vanaf de start vrij snel de leiding. Toen Gitsham zeker was van zijn overwinning, stopte hij om te drinken en wachtte tot zijn landgenoot naar hem toe kwam, zoals afgesproken. In plaats daarvan liep McArthur verder, vergrootte zijn voorsprong en bereikte de finish 58 seconden eerder dan Gitsham.
In het volgende seizoen kreeg McArthur een voetblessure door een ongeluk. Hij was gedwongen met atletiek te stoppen. In totaal liep hij in zijn sportcarrière zes marathons (waaronder de olympische), die hij allemaal won.
Kenneth McArthur stierf in Potchefstroom op 79-jarige leeftijd.

## Titels
- Olympisch kampioen marathon - 1912

## Persoonlijk record
| Onderdeel | Prestatie | Datum        | Plaats    |
| --------- | --------- | ------------ | --------- |
| marathon  | 2:36.54,8 | 14 juli 1912 | Stockholm |

## Palmares

### marathon
- 1908:  Transvaal AAA Trial in Johannesburg - 2:20.30
- 1908:  Olympic Trial in Kaapstad - 3:18.27,4
- 1909:  marathon van Johannesburg - 3:03.54,2
- 1909:  marathon van Durban - 2:44.36
- 1910:  marathon van Kaapstad - 2:42.58,2
- 1912:  OS in Stockholm - 2:36.54,8

1896: Spiridon Louis ·
1900: Michel Théato ·
1904: Thomas J. Hicks ·
1908: John Hayes ·
1912: Kenneth McArthur ·
1920: Hannes Kolehmainen ·
1924: Albin Stenroos ·
1928: Ahmed Boughéra El Ouafi ·
1932: Juan Carlos Zabala ·
1936: Sohn Kee-chung ·
1948: Delfo Cabrera ·
1952: Emil Zátopek ·
1956: Alain Mimoun ·
1960: Abebe Bikila ·
1964: Abebe Bikila ·
1968: Mamo Wolde ·
1972: Frank Shorter ·
1976: Waldemar Cierpinski ·
1980: Waldemar Cierpinski ·
1984: Carlos Lopes ·
1988: Gelindo Bordin ·
1992: Hwang Young-cho ·
1996: Josia Thugwane ·
2000: Gezahegne Abera ·
2004: Stefano Baldini ·
2008: Samuel Wanjiru ·
2012: Stephen Kiprotich ·
2016: Eliud Kipchoge ·
2020: Eliud Kipchoge ·
2024: Tamirat Tola
- Library of Congress Control Number: no2013008525
- SNAC: w60z7jpq
- Virtual International Authority File: 296078194
- WorldCat: E39PBJgd6ywGy934TMK4RG78md